# Joseph Gambles
Joseph (Joe) Gambles (* 16. Januar 1982 in Großbritannien) ist ein ehemaliger Triathlet, der erst für Großbritannien und später für Australien startete. Er ist Triathlon-Europameister auf der Langdistanz (2008), Ironman-Sieger (2010) und wird in der Bestenliste australischer Triathleten auf der Ironman-Distanz geführt.

## Werdegang
Im Alter von drei Jahren zog Joe mit seinen Eltern nach Launceston in Australien und er nahm im Alter von 13 Jahren bei seinem ersten Triathlon-Bewerb teil. Joe Gambles startete einige Jahre für Großbritannien und später für Australien.

### Europameister Triathlon Langdistanz 2008
2008 wurde er in Frankreich Triathlon-Europameister auf der Langdistanz. Im September 2010 holte er sich in Wisconsin seinen ersten Ironman-Sieg. Auf der Triathlon-Langdistanz holte er sich im November 2011 in Nevada hinter dem US-Amerikaner Jordan Rappden Vize-Weltmeistertitel.
Im September 2013 wurde er in Nevada Dritter bei den Ironman 70.3 World Championships. Seit Anfang des Jahres 2015 startet er für das damals neu gegründete Bahrain Elite Endurance Triathlon Team, welches von Chris McCormack geleitet wird.
Im Juni 2016 konnte er auf der Mitteldistanz nach 3:41:37 Stunden mit neuem Streckenrekord zum fünften Mal den Ironman 70.3 Boulder gewinnen. Er wurde vom ehemaligen Triathleten Torbjørn Sindballe trainiert. Sein Spitzname ist Smokin Joe.

### Dritter ITU-Weltmeisterschaft Triathlon-Langdistanz 2017
Im August 2017 wurde der damals 35-Jährige Dritter bei der Weltmeisterschaft auf der Langdistanz. Seit 2019 tritt Joseph Gambles nicht mehr international in Erscheinung.

## Sportliche Erfolge
| Datum/Jahr    | Rang | Wettbewerb                      | Austragungsort     | Zeit     | Bemerkung                                                                     |
| ------------- | ---- | ------------------------------- | ------------------ | -------- | ----------------------------------------------------------------------------- |
| 30. Juni 2019 | 2    | Ironman 70.3 Steelhead          | Benton Harbor      | 03:49:08 |                                                                               |
| 13. Mai 2017  | 2    | Ironman 70.3 Santa Rosa         | Sonoma County      | 03:50:32 |                                                                               |
| 11. Juni 2016 | 1    | Ironman 70.3 Boulder            | Boulder            | 03:41:37 | fünfter Sieg                                                                  |
| 7. Mai 2016   | 3    | Ironman 70.3 St. George         | St. George         | 03:53:26 | US-Championships                                                              |
| 5. Sep. 2015  | 2    | Triathlon de Gérardmer          | Gérardmer          | 04:29:04 | Zweiter in den Vogesen                                                        |
| 30. Aug. 2015 | 16   | Ironman 70.3 World Championship | Zell am See        | 04:04:50 |                                                                               |
| 18. Juli 2015 | 3    | 5150 Zürich                     | Zürich             | 01:51:29 |                                                                               |
| 27. Feb. 2015 | 10   | Challenge Dubai                 | Dubai              | 03:50:23 | beim ersten Rennen der „Challenge Triple-Crown-Serie“                         |
| 30. Nov. 2014 | 2    | Ironman 70.3 Western Sydney     | Penrith City       | 03:51:41 | Zweiter bei der Erstaustragung                                                |
| 7. Sep. 2014  | 6    | Ironman 70.3 World Championship | Mont-Tremblant     | 03:46:34 |                                                                               |
| 15. Juni 2014 | 1    | Ironman 70.3 Boulder            | Boulder            | 03:42:13 | vierter Sieg in Folge in Boulder                                              |
| 8. Sep. 2013  | 3    | Ironman 70.3 World Championship | Henderson (Nevada) |          |                                                                               |
| 4. Aug. 2013  | 1    | Ironman 70.3 Boulder            | Boulder            | 03:44:41 |                                                                               |
| 23. Juni 2013 | 1    | Ironman 70.3 Syracuse           | Syracuse           | 04:02:58 |                                                                               |
| 19. Aug. 2012 | 1    | Ironman 70.3 Timberman          | New Hampshire      |          |                                                                               |
| 5. Aug. 2012  | 1    | Ironman 70.3 Boulder            | Boulder            | 03:44:04 |                                                                               |
| 7. Aug. 2011  | 1    | Ironman 70.3 Boulder            | Boulder            | 03:45:35 |                                                                               |
| 17. Juli 2011 | 3    | Vineman Ironman 70.3            | Sonoma County      | 03:47:04 | [ 5 ]                                                                         |
| 10. Juli 2011 | 5    | 5150 Boulder                    | Boulder            | 01:55:50 |                                                                               |
| 1. Mai 2011   | 1    | Ironman 70.3 Port Macquarie     | Port Macquarie     | 03:58:15 | Sieger bei der Erstaustragung                                                 |
| 13. Nov. 2010 | 4    | Ironman 70.3 World Championship | Clearwater         | 03:44:48 |                                                                               |
| 15. Aug. 2010 | 1    | Ironman 70.3 Lake Stevens       | Washington         | 03:57:47 | [ 6 ]                                                                         |
| 1. Mai 2010   | 2    | Wildflower Triathlon            | Lake San Antonio   | 04:01:58 | hinter Michael Raelert (1,9 km Schwimmen, 90 km Radfahren und 21,1 km Laufen) |
| 14. Nov. 2009 | 5    | Ironman 70.3 World Championship | Clearwater         | 03:38:19 |                                                                               |
| 16. Aug. 2009 | 1    | Ironman 70.3 Lake Stevens       | Washington         | 03:56:36 | [ 8 ]                                                                         |
| 19. Juli 2009 | 1    | Vineman Ironman 70.3            | Sonoma County      | 03:49:18 | Sieg mit neuem Streckenrekord                                                 |
| 13. Juni 2009 | 3    | Ironman 70.3 Boise              | Boise              |          |                                                                               |
| 4. Apr. 2009  | 5    | Ironman 70.3 California         | Oceanside          | 03:56:27 |                                                                               |
| 5. Okt. 2008  | 2    | Ironman 70.3 Austin             | Austin             | 03:50:40 |                                                                               |
| 16. Aug. 2008 | 2    | Ironman 70.3 Lake Stevens       | Washington         |          |                                                                               |
| 3. Mai 2008   | 9    | Wildflower Triathlon            | Lake San Antonio   | 04:07:29 |                                                                               |
| 1. Juni 2008  | 3    | Ironman 70.3 Boise              | Boise              |          |                                                                               |
| 3. Mai 2007   | 4    | Wildflower Triathlon            | Lake San Antonio   | 04:14:45 |                                                                               |
| 2007          | 6    | Ironman 70.3 California         | Oceanside          | 04:07:41 |                                                                               |

| Datum/Jahr    | Rang | Wettbewerb                                         | Austragungsort | Zeit     | Bemerkung                                                                                           |
| ------------- | ---- | -------------------------------------------------- | -------------- | -------- | --------------------------------------------------------------------------------------------------- |
| 10. Juni 2018 | 2    | Ironman Boulder                                    | Boulder        | 08:13:16 | |
| 14. Okt. 2017 | DNF  | Ironman Hawaii                                     | Hawaii         | –        | |
| 27. Aug. 2017 | 3    | ITU Long Distance Triathlon World Championships    | Penticton      | 05:26:23 | Weltmeisterschaft auf der Triathlon-Langdistanz (4 km Schwimmen, 120 km Radfahren und 30 km Laufen) |
| 18. März 2012 | 2    | Ironman Cairns                                     | Cairns         | 08:04:02 | persönliche Ironman-Bestzeit                                                                        |
| 22. Sep. 2013 | 3    | Ironman Lake Tahoe                                 | Lake Tahoe     | 09:02:55 | |
| 5. Nov. 2011  | 2    | ITU Long Distance Triathlon World Championships    | Henderson      | 05:02:57 | Vize-Weltmeister auf der Triathlon-Langdistanz (4 km Schwimmen, 120 km Radfahren und 30 km Laufen)  |
| 12. Sep. 2010 | 1    | Ironman Wisconsin                                  | Madison        | 08:38:32 | Sieg mit neuem Streckenrekord                                                                       |
| 6. Sep. 2008  | 1    | ETU Long Distance Triathlon European Championships | Gérardmer      | 06:18:04 | Sieg und Europameister (4 km Schwimmen, 120 km Radfahren und 30 km Laufen)                          |

(DNF – Did Not Finish)